# Linarolo
Linarolo (lombardul: Linarö) település Olaszországban, Lombardia régióban, Pavia megyében. Lakosainak száma 2788 fő (2023. január 1.). Linarolo Albuzzano, Belgioioso, Travacò Siccomario, Valle Salimbene, Albaredo Arnaboldi és Mezzanino községekkel határos.

## Népesség
A település lakossága az elmúlt években az alábbi módon változott:
| Lakosok száma | 2842 | 2837 | 2788 |
|               | 2017 | 2018 | 2023 |